# 옌스 카쥐스트
옌스뤼스 미셸 카쥐스트 (Jens-Lys Michel Cajuste, 1999년 8월 10일 ~ )는 스웨덴의 축구 선수이며, 입스위치 타운에서 미드필더로 뛰고 있다.